# Maraldo de Trani
Maraldo de Trani (em latim: Maraldus) foi um bizantino de origem armênia do século XI, ativo sob o imperador Basílio II (r. 976–1025). Era filho do monge Falcão e morava em Trani, na Apúlia. Lutou na revolta anti-bizantina do sul da Itália em 1021, mas foi derrotado e suas propriedades foram confiscadas pelo turmarca Falco em junho sob ordens do catepano Basílio Boiano, que as deu a Atenulfo, o monge no mosteiro de Monte Cassino.